# Starmania/Staffel 4
Die vierte Staffel der österreichischen Gesangs-Castingshow Starmania wurde ab Herbst 2008 im Programm des Österreichischen Rundfunks ausgestrahlt.

## Verlauf
Am 17. Oktober 2008 startete die vierte Starmania-Staffel unter dem Motto „Das Beste kommt erst“. Aus 2400 Bewerbern wurden beim österreichweiten Casting 20 Kandidaten für die Sendung ausgewählt.
Die Casting-Jury bestand neben Musikproduzent Markus Spiegel, der bereits in den vorangegangenen Staffeln in der Jury gesessen ist, auch aus Roman Gregory, dem Frontman der österreichischen Gruppe Alkbottle und Lucy Diakovska, Mitglied der No Angels. Die Moderation übernahm erneut Arabella Kiesbauer. Roman Gregory übernahm erstmals die Rolle des Jurors in der Live-Sendung. Der Sieger erhielt diesmal einen Plattenvertrag bei der Deutschen Entertainment AG im Vertrieb von Warner Music. In den ersten drei Staffeln war Universal Music dafür zuständig.
Bei dieser Staffel gab es zu Beginn zwei Gruppen mit jeweils zehn Teilnehmern. Die erste Gruppe startete am 17. Oktober. Nach zwei Sendungen wurde am 31. Oktober auf die zweite Gruppe gewechselt. Pro Sendung schieden zwei Kandidaten (je ein Mann und eine Frau) aus. Ausgeschieden in den Qualifikationssendungen sind Daniel Herzog und Kimberly Reidl (ausgeschieden am 7. November 2008), Lee Hoffman und Salka Weber (ausgeschieden am 24. Oktober 2008), Matthias Ortner und Lia Weller (ausgeschieden am 24. Oktober 2008) sowie Lejla Imamovic und Michael Vogt (ausgeschieden am 17. Oktober 2008). Nach dem überraschenden Ausscheiden von Lia Weller in der 2. Sendung bekam die Kandidatin am selben Abend einen Plattenvertrag.
Zwölf Kandidaten qualifizierten sich für die Finalgruppe, pro Sendung standen am Ende zwei Kandidaten vor dem Ausscheiden. Wie bei den vorangegangenen Staffeln konnte jedoch ein Kandidat durch das „Friendship-Ticket“ zurückgeholt werden. Ab der Sendung am 9. Jänner 2009 entschied der Juror Roman Gregory über den Verbleib einer der zwei Kandidaten, die die wenigsten Stimmen bekommen haben. Bei der Semifinal-Sendung verzichtete Gregory auf diese Möglichkeit – es schied somit der Kandidat mit den wenigsten Stimmen aus.
Bei der Finalsendung am 30. Jänner traten Maria Rerych, Silvia Strasser und Oliver Wimmer gegeneinander an. Dabei durfte der am 2. Jänner ausgeschiedene Richard Schlögl seinen Song You raise me up noch einmal singen. Bei der 1. Entscheidung um den Einzug in den Kampf um Platz 1 schied Maria Rerych aus und belegte somit Platz 3. Vor der letzten Entscheidung gab es eine Premiere: Roman Gregory sang mit Hier ist ein Mensch seinen Geburtstagssong. Bei der letzten Entscheidung konnte sich dann Oliver Wimmer mit 53,5 % zu 46,5 % durchsetzen. Er durfte sich nun Star des Jahres 2009 nennen und bekam einen Plattenvertrag.

## Finalisten

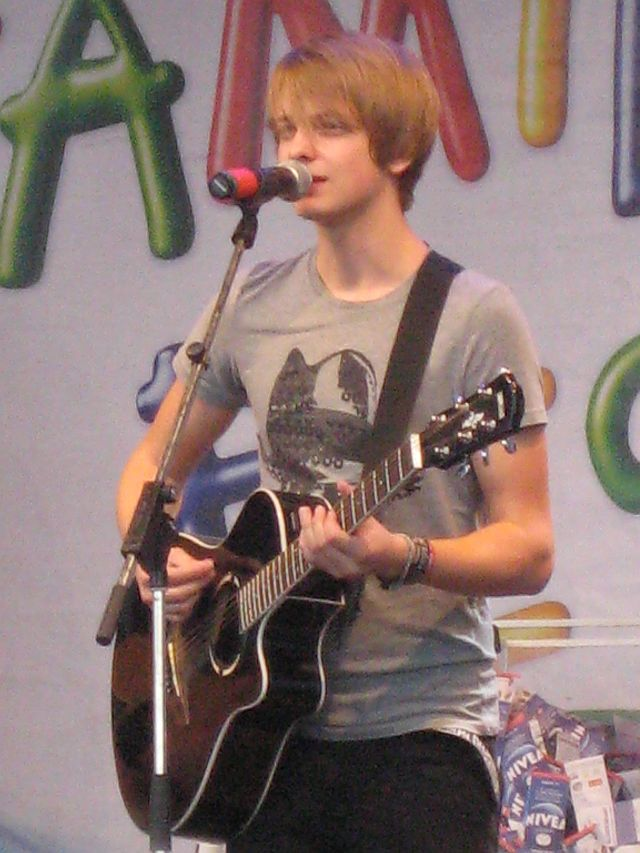
Oliver Wimmer, der Sieger der vierten Staffel

| Starmania-Finalisten (ausgeschieden am) |                   |
| Oliver Wimmer                           | Gewinner          |
| Silvia Strasser                         | 30. Jänner 2009   |
| Maria Rerych                            | 30. Jänner 2009   |
| Andreas Pfandler                        | 23. Jänner 2009   |
| Milena Sickinger                        | 16. Jänner 2009   |
| Christian Barboric                      | 9. Jänner 2009    |
| Richard Schlögl                         | 2. Jänner 2009    |
| Evelyn Mair                             | 19. Dezember 2008 |
| Sebastian Mandl                         | 12. Dezember 2008 |
| Christian Dohr                          | 5. Dezember 2008  |
| Anna Oberauer                           | 28. November 2008 |
| Sarah Lee                               | 21. November 2008 |